# Zdzisław Słomski
Zdzisław Słomski (ur. 25 lutego 1954) – polski artysta fotograf, uhonorowany tytułem Artiste FIAP (AFIAP). Członek rzeczywisty Okręgu Świętokrzyskiego Związku Polskich Artystów Fotografików. Członek rzeczywisty Radomskiego Towarzystwa Fotograficznego. Członek Klubu 6x6 w Warszawie.

## Życiorys
Zdzisław Słomski związany ze świętokrzyskim środowiskiem fotograficznym – mieszka, pracuje, tworzy w Radomiu. Miejsce szczególne w jego twórczości zajmuje fotografia reklamowa oraz fotografia wydawnicza – w dużej części poświęcona fotografii produktów oraz dzieł sztuki. W 1975 roku został członkiem rzeczywistym Radomskiego Towarzystwa Fotograficznego, w ramach działalności w RTF współpracował przy organizacji Międzynarodowych Salonów Barwnych Diapozytywów Diapol. Od końca lat 90. XX wieku prowadzi działalność wydawniczą (albumy dzieł sztuki, katalogi produktów). 
Zdzisław Słomski jest autorem i współautorem wielu wystaw fotograficznych; indywidualnych, zbiorowych, poplenerowych, pokonkursowych. Jego fotografie były prezentowane m.in. w na Festiwalu Fotografii w Arles (Francja), w Galerii Sztuki Współczesnej Biura Wystaw Artystycznych w Radomiu, w Starej Galerii Związku Polskich Artystów Fotografików oraz w Zachęcie Narodowej Galerii Sztuki. Brał aktywny udział w Międzynarodowych Salonach Fotograficznych, organizowanych (m.in.) pod patronatem FIAP, zdobywając wiele akceptacji, wyróżnień. 
W 1980 został przyjęty w poczet członków rzeczywistych Okręgu Świętokrzyskiego Związku Polskich Artystów Fotografików (legitymacja nr 558), w którym przez wiele lat pełnił funkcje z Zarządzie Okręgu (wiceprezes do spraw artystycznych oraz przewodniczący Rady Artystycznej). Był członkiem Komisji Rewizyjnej Zarządu Głównego ZPAF. Pokłosiem udziału w Międzynarodowych Salonach Fotograficznych (pod patronatem FIAP) było przyznanie Zdzisławowi Słomskiemu (w 1985) tytułu honorowego Artiste FIAP (AFIAP) – nadanego przez Międzynarodową Federację Sztuki Fotograficznej FIAP, z siedzibą w Luksemburgu.